# Ernst Andersen
Ernst Andersen (12. september 1907 i Herning – 9. marts 2002) var en dansk jurist, dr.jur. og professor i retsvidenskab ved Københavns Universitet. Han har igennem sit lange forfatterskab bidraget til dansk retsvidenskab, som bl.a. omfatter lærebøger i ægteskabsret; foruden lærebøger i statsret, som han skrev i samarbejde med Alf Ross.